# Chiesa di San Placido

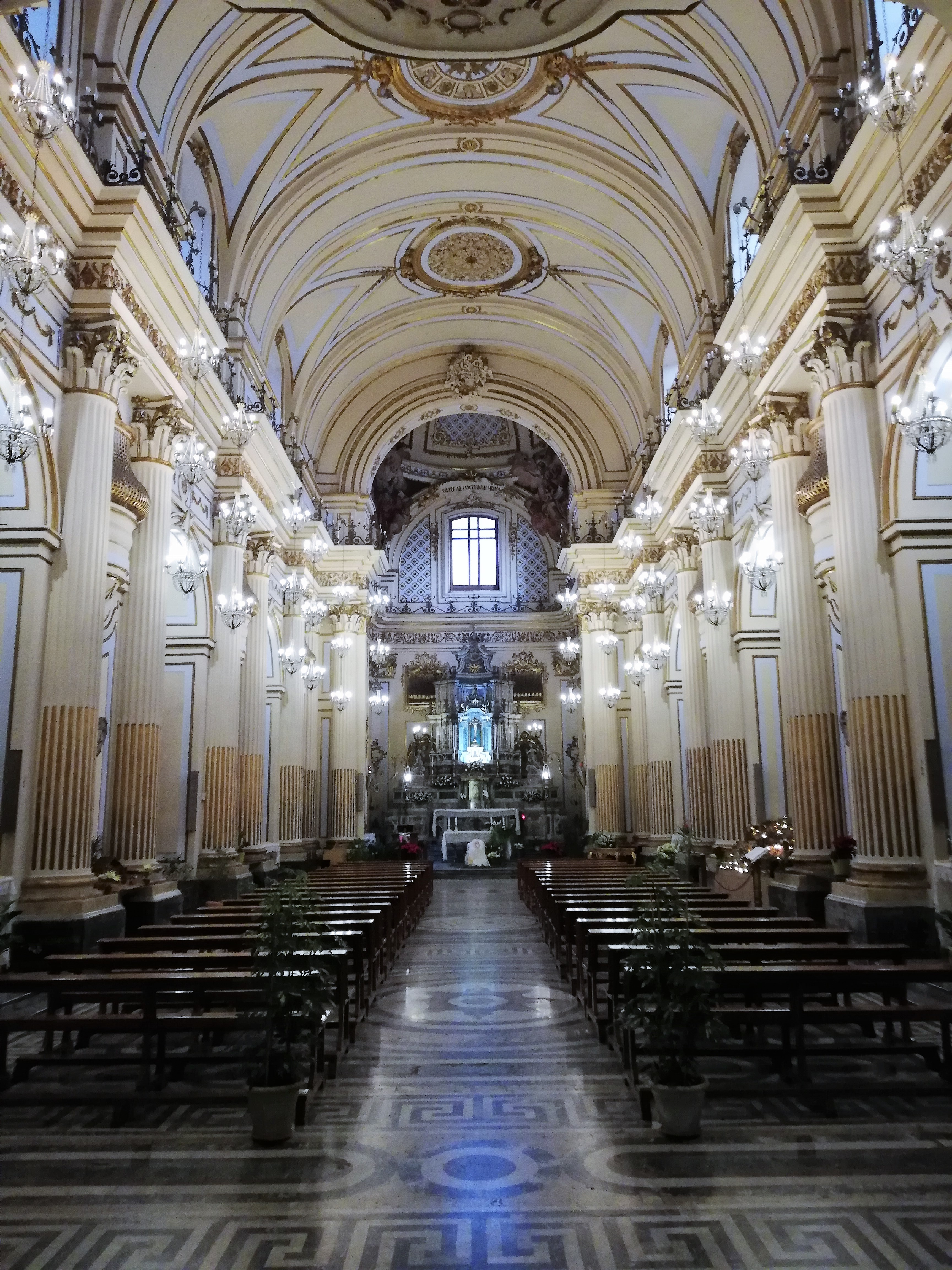
Navata.

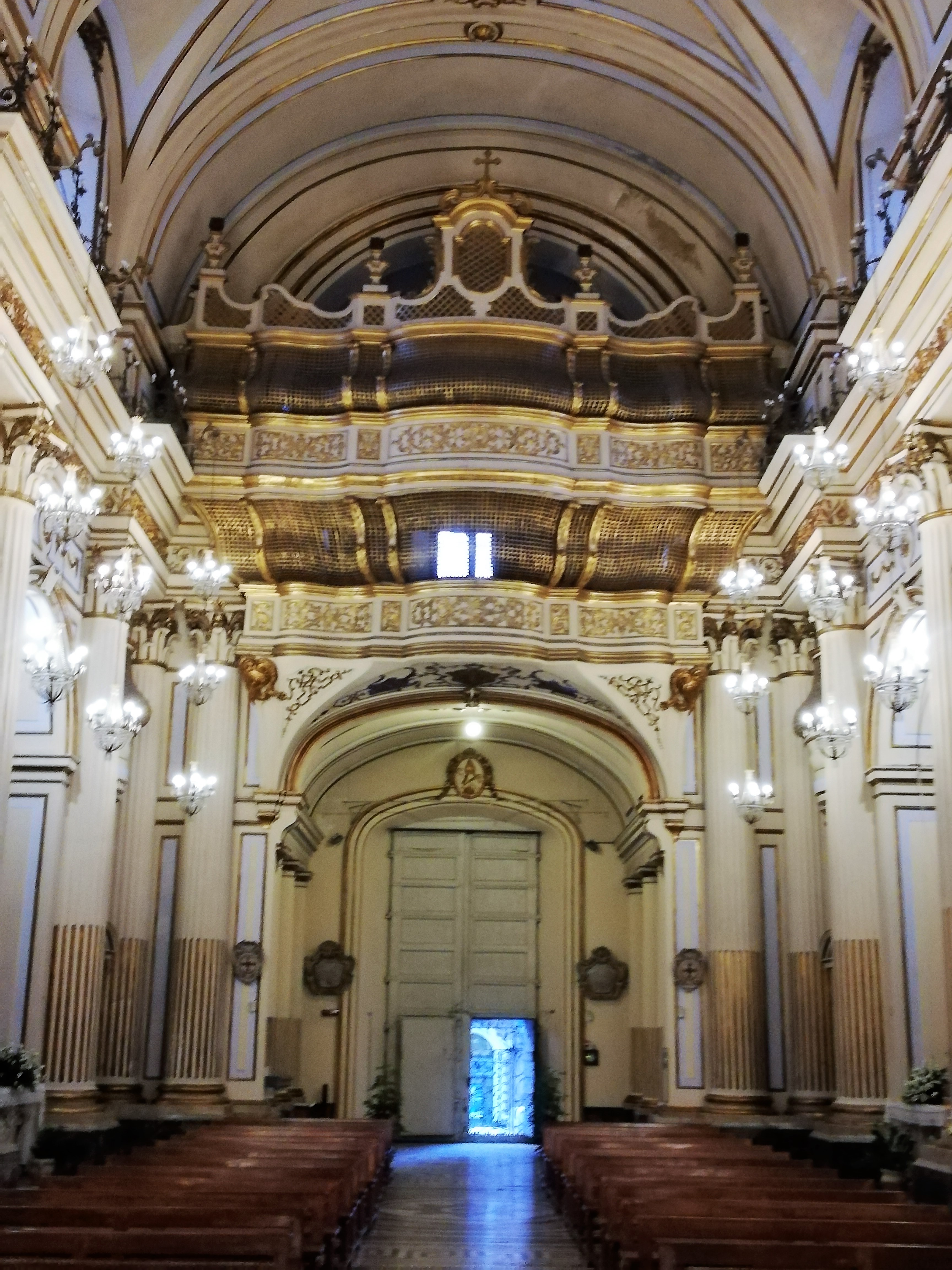
Controfacciata.

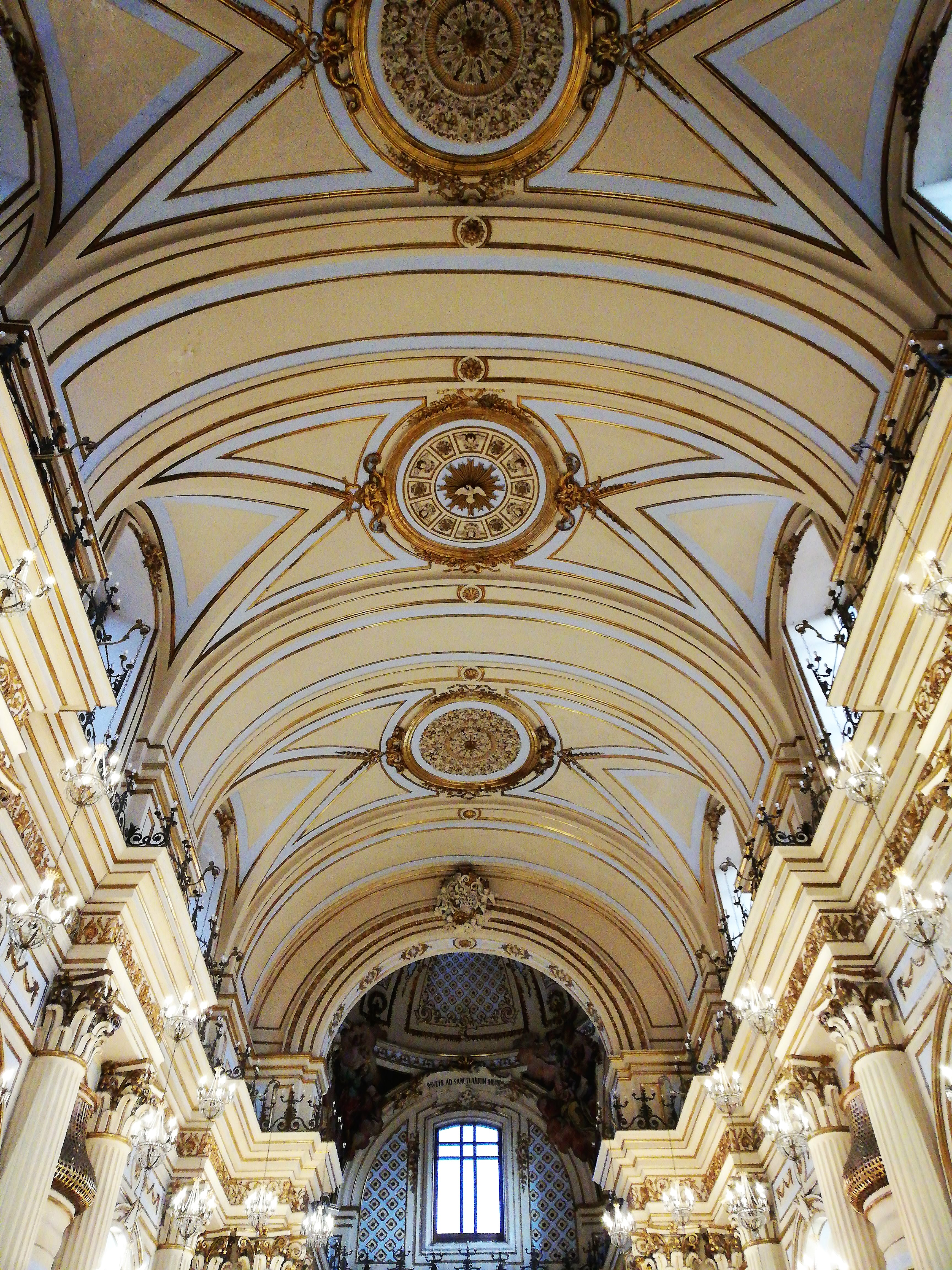
Volta navata.

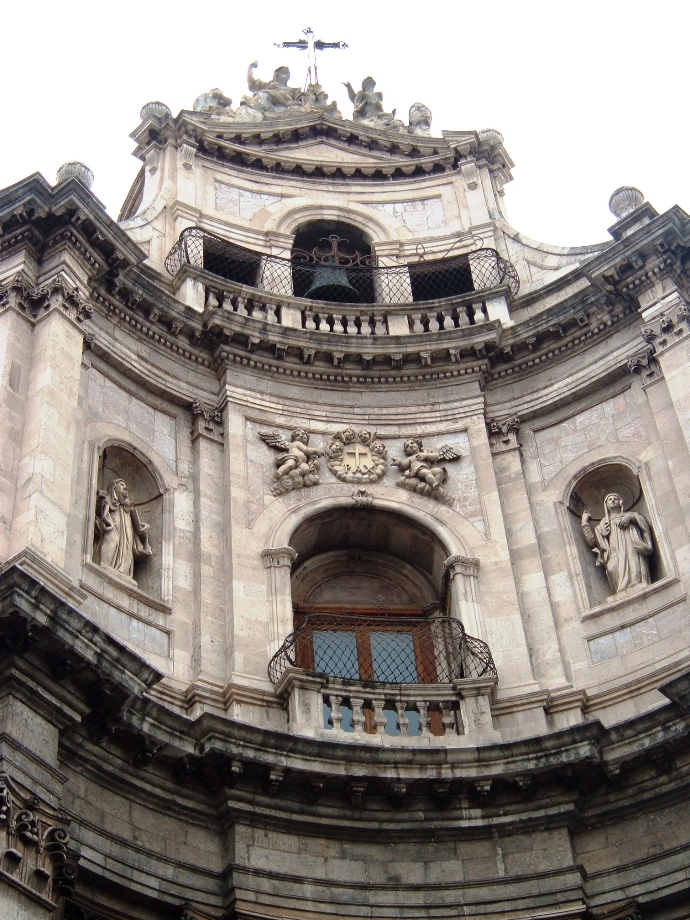
Facciata principale.

La chiesa di San Placido si trova a Catania, nell'omonima piazza nel quartiere Civita, e nelle immediate vicinanze di palazzo Biscari e della cattedrale di Sant'Agata.

## Storia

### Epoca romano - bizantina
Al tempo dei romani il sito era occupato da un tempio pagano dedicato a Bacco.

### Epoca aragonese
La prima fondazione risalirebbe, secondo il Rasà, al 1409, anno in cui la regina Bianca, figlia del re di Navarra, sposa di re Martino, alle sue seconde nozze, e vicaria del Regno di Sicilia, donò preziosi arredi sacri al monastero delle monache benedettine, ancora da erigere, forse rimanendo a lungo ospite delle consorelle.
Inoltre, nel XV secolo anche Ximene e Paola di Lerida - "coniugi di gran pietà e di nobile e ricco casato catanese" - contribuirono finanziariamente alla costruzione del monastero di San Placido, anche se l'atto di fondazione, datato 4 dicembre 1420, dimostra che fu donna Paola, ormai vedova, la sola ispiratrice della fondazione della casa religiosa.
L'edificazione avvenne sulle rovine di un antico tempio pagano dedicato al dio Bacco, luogo di culto per la tradizione religiosa catanese, poiché si diceva che un tempo vi sorgesse la casa natale di sant'Agata, patrona della città.

### Epoca spagnola
La chiesa fu rasa al suolo dal catastrofico terremoto del Val di Noto del 1693, che distrusse la città di Catania e la Sicilia sud - orientale.
Su iniziativa delle uniche tre monache che scamparono alla morte dopo il sisma, fu avviata la ricostruzione, affidata all'architetto Stefano Ittar, e la nuova chiesa venne consacrata nel 1723.

### Epoca contemporanea
Nel 1976 il tempio fu chiuso al culto in seguito al riscontro di seri problemi di stabilità della struttura e, dopo circa tre anni di lavori di consolidamento, fu riaperto al culto nel 1979.

## Descrizione

### Esterno
Il prospetto della chiesa, in classico stile barocco siciliano, si erge in Piazza San Placido ed è realizzato in pietra bianca di Taormina. La facciata è concava al centro e termina ai lati con due puntoni acuti. Ai lati dell'unica porta di accesso sono poste due statue di San Placido e San Benedetto, ai lati, in dimensione più piccola, quelle di Santa Scolastica e Santa Geltrude, opera dello scultore Carmelo Distefano da Chiaramonte Gulfi (I metà sec XIX). La facciata è recintata da un'artistica inferriata in ferro battuto, di forma convessa, portante al centro lo stemma di san Benedetto.
Sulla sommità della facciata vi è una torre campanaria dotata di tre campane.
Il prospetto è impreziosito da sculture, bassorilievi e finestre dotate di grate.
Nella controfacciata, sopra la porta d'ingresso, è collocato l'organo dotato di cantoria nascosta da una grata dorata.

### Interno
La chiesa è ad unica navata e lungo le sue pareti laterali sono poste delle semi-colonne scanalate. Le pareti sono impreziosite da marmi e stucchi dorati. I quattro altari laterali sono mornati da bassorilievi marmorei e dotati di quattro grandi dipinti dei pittori Michele Rapisardi e Giuseppe Napoli.

#### Parete destra
- Prima campata: Cappella di San Benedetto. Nell'edicola è collocato il dipinto raffigurante San Benedetto resuscita un contadino, dipinto opera di Michele De Napoli del 1859.
- Seconda campata: varco.
- Terza campata: Cappella dell'Immacolata Concezione. Nell'edicola è collocato il dipinto raffigurante l'Immacolata Concezione, dipinto opera di Michele Rapisardi.

#### Parete sinistra
- Prima campata: Cappella di San Gedeone. Nell'edicola è collocato il dipinto raffigurante il Sacrificio di Gedeone, dipinto opera di Michele Rapisardi del 1858c.
- Seconda campata: varco.
- Terza campata: Cappella del Santissimo Crocifisso. Nell'edicola è collocato un Crocifisso.

#### Opere
- 1858c., Cena di Emmaus, dipinto opera di Michele Rapisardi.
- XVIII secolo, Evangelisti, dipinto, opera documentata di Giovan Battista Piparo.[4]

#### Presbiterio
L'altare maggiore è un marmo policromo ed è sostenuto da putti anch'essi in marmo. Sulle pareti laterali dell'abside sono posti due grandi dipinti di Michele Rapisardi e sullo sfondo dell'altare due dipinti del pittore Tullio Allegra.

## Monastero benedettino di San Placido
- In prossimità è documentata la Casa di Sant'Agata alla Civita[5].
- Gli edifici inglobano i resti del palazzo nobiliare "alla marina" della famiglia dei Platamone.

Le strutture del monastero si incuneano tra l'odierna via Vittorio Emanuele II e via Museo Bìscari. Il grande chiostro, addossato alla parete destra del tempio, sviluppa la dimensione maggiore lungo l'asse E - W con porticati sorretti da pilastri (8 luci x 6). Inoltre, il grande ambiente con cortile pavimentato si presta a sede di manifestazioni culturali ed esposizioni, con il nome di "Casa, o Palazzo, della Cultura".